# Fórmula química

Fórmula semidesenvolupada de l'alanina.

Una fórmula química és una expressió gràfica de la constitució i estructura d’una espècie química. Les fórmules poden ser empíriques, moleculars i estructurals, en funció del grau d'informació que proporcionen.
Les fórmules químiques com a mínim contenen els símbols dels elements químics presents en l'espècia química, xifres en subíndex per a indicar quantes vegades cal considerar-los repetits i ratlles que indiquen els enllaços químics. Per exemple, l'etanol pot representar-se mitjançant la fórmula {\displaystyle {\ce {CH3-CH2-OH}}}, que indica que: està constituït per àtoms d'hidrogen (H), carboni (C) i oxigen (O); que a la molècula hi ha un àtom d'oxigen, dos de carboni i 6 d'hidrogen; i que el carboni de l'esquerra està enllaçat a tres hidrògens i a l'altre carboni, aquest a dos hidrògens i un oxigen, i aquest, també, a un hidrogen.
Subsidiàriament, hom empra uns altres nombrosos signes (punts, parèntesis, superíndexs, lletres gregues, nombres romans...) que hi afegeixen informació o n'escurcen l’escriptura. La convenció fonamental de la notació química és que cada símbol representa un àtom i, per tant, totes les fórmules donen la composició qualitativa i quantitativa de les substàncies, car contenen els símbols dels elements presents (o abreviacions que representen conjunts d’aquests símbols, com ara Ph- per C6H5-), que repeteixen, si cal, o indiquen numèricament llur repetició.

## Història

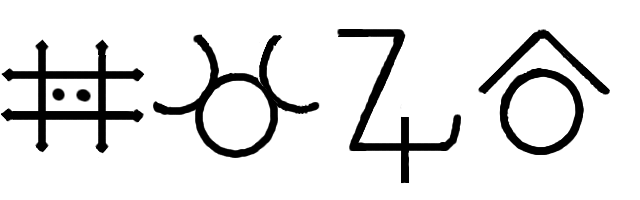
Diferents símbols emprats per representar el zinc per part dels alquimistes (actualment Zn).

Els alquimistes utilitzaven símbols per representar les substàncies que empraven, tant fossin pures com mescles, i també el material emprat en els seus experiments, les operacions realitzades, etc. Tot amb l'objectiu que fos informació secreta difícil d'entendre pels no iniciats.

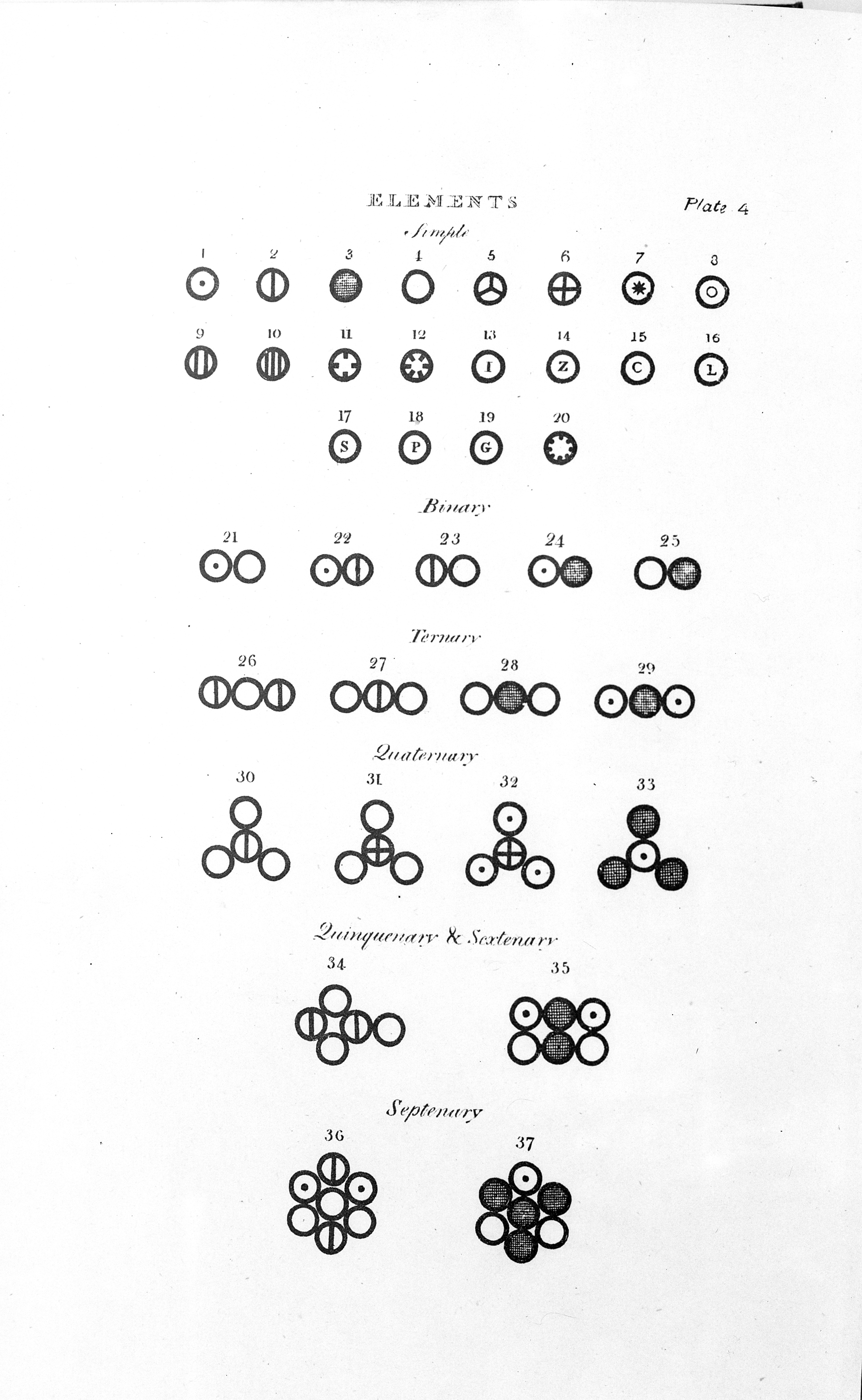
Símbols dels elements de John Dalton, i representació dels composts per combinació dels símbols dels elements.

El Méthode de Nomenclature Chimique, en català Mètode de Nomenclatura Química, és un llibre publicat el 1787 a París pels químics francesos Louis Bernard Guyton de Morveau (1737-1816), Antoine Laurent Lavoisier (1743-1794), Claude Louis Berthollet (1748-1822) i Antoine François Fourcroy (1755-1809), on s'estableix per primera vegada un mètode sistemàtic per anomenar les substàncies químiques. Al final hi ha dues memòries elaborades no pels autors, sinó per dos joves químics, Jean Henri Hassenfratz (1755-1827) i Pierre Auguste Adet (1763-1832). Aquests s'encarregaren de dissenyar un sistema de símbols que representassin cada element químic i els radicals. L'objectiu era substituir els antics símbols alquímics amb uns nous símbols creats de forma sistemàtica. Lavoisier, Berthollet i Fourcroy no concediren la menor rellevància als nous símbols dissenyats per Hassenfratz i Adet. Així, Lavoisier no els emprà en cap lloc en el seu Tractat Elemental de Química que publicà el 1789. Per contra, Guyton de Morveau els inclogué en les seves lliçons a Dijon entre el 1788 i el 1791, i a les seves classes a l'École Polytechnique de París a partir de 1791. Els nous símbols pràcticament no arribaren a usar-se. Per altra banda, hi havia problemes tipogràfics a l'hora de dur articles o llibres a les impremtes que no estaven preparades per imprimir-los amb tots aquests símbols.
Tanmateix, el sistema dissenyat per Hassenfratz i Adet per simbolitzar els elements químics a partir del nom amb una lletra majúscula i una segona minúscula, si calia per diferenciar dos elements amb la mateixa inicial, aconseguí imposar-se amb els anys. Així l'anglès John Dalton (1766-1840) en el seu A New System of Chemical Philosophy del 1808, simbolitza tots els elements dins d'un cercle, {\displaystyle \bigcirc }, com els metalls en el Méthode i posa una figura a l'interior o d'una a dues lletres, la primera en majúscula i la segona en minúscula a partir del nom en anglès (C de copper, N de nickel, Z de zinc, B de bismuth, que coincideixen amb els símbols de Hassenfratz i Adet i d'altres com I d'iron, L de lead o Tu de tungste que no coincideixen). El titani i el cobalt els simbolitza amb tres lletres Tit i Cob, sense necessitat de fer-ho.

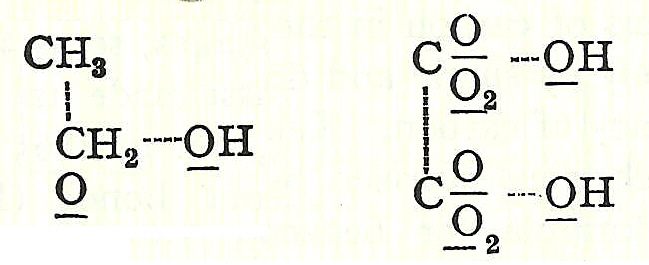
Fórmules d'Archibald Scott Couper del 1858.

Poc temps després, el 1813, el suec Jöns Jacob Berzelius (1779-1848) simplificà més la simbologia del Méthode i de Dalton eliminant els cercles i les figures, i anomenant sempre els elements químics amb una primera lletra en majúscula i una segona en minúscula, si calia, per diferenciar dos elements amb la mateixa inicial del nom en llatí. Els composts els representava per les lletres dels elements als quals s'afegia un número per indicar la proporció en què es combinaven. En els composts més simples, les diferents inicials eren senzillament unides mitjançant el símbol “+”, però en compostos més complexos Berzelius proposà fórmules molt semblants a les actuals: estaven formades per la unió directa de les inicials dels elements i superíndexs numèrics per informar sobre la proporció de cada element. Per exemple simbolitzà el sulfat de coure(II) com CuO + SO3 (actualment {\displaystyle {\ce {CuSO4}}}).
Finalment, a la dècada dels anys trenta del segle xix, l'alemany Justus von Liebig (1803-1873) i altres autors començaren a utilitzar, per comoditat tipogràfica, subíndexs en lloc de superíndexs. Per això, en la segona meitat del segle xix és força comú trobar ja fórmules similars a les actuals, tot això dins d'una gran diversitat de situacions, introduïdes per les noves fórmules de la química orgànica.

## Fórmula empírica
La fórmula empírica determina únicament els àtoms que componen la substància i la relació mínima entre ells. Per exemple, per al butan-1,2-diol seria {\displaystyle {\ce {C2H5O}}}. En absència de qualsevol altre criteri d'ordenació (per exemple, si es disposa de poca informació estructural), els símbols dels elements químics s'ordenen per ordre alfabètic, excepte que en els compostos que contenen carboni, C i H solen ser citats primer i segon, respectivament. Per exemple: BrClH3N2NaO2Pt i C10H10ClFe.
Quant a l'ordre alfabèticament, un símbol d'una sola lletra sempre precedeix un símbol de dues lletres amb la mateixa lletra inicial, per exemple, B abans de Be, i els símbols de dues lletres es classifiquen alfabèticament, per exemple, Ba abans de Be. Les fórmules lineals per a diferents espècies es poden ordenar alfanumèricament, per exemple, en índexs i registres, segons l'ordre dels símbols atòmics i els subíndexs a la dreta d'aquests, per exemple, B < BH < BO < B2O3. El grup NH4 sovint es tracta com un símbol únic i es col·loca després de Na, per exemple.
En cristal·lografia la fórmula empírica d'una espècie té variacions per causa de substitucions d'àtoms d'un element per altre o altres elements en proporcions variables. Per exemple, la galena bismutífera, és una varietat de galena PbS que conté fins a un 16 % del seu pes en bismut, amb fórmula (Pb,Bi,Ag)S. En alguns casos es recorre al nombre "apfu", àtoms per fórmula unitària per establir valors d'impureses. Per exemple hi ha mostres de zirconi ZrSiO4 en les quals hom troba que per a quatre àtoms d'oxigen el valor del Zr 0,984 s'hi apropa a 1 apfu, i les impureses calci i itri tenen el nombre d'àtoms per fórmula unitària molt més petit: Ca 0,001 i l'Y 0,002.

## Fórmula molecular

Ordre d'electronegativitats de la IUPAC per ús exclusiu en formulació.

La fórmula molecular d'un compost químic és una representació gràfica del nombre exacte d’àtoms que formen la molècula. Tanmateix, no dona informació sobre com s'ordenen o distribueixen espacialment aquests àtoms. Per exemple, per al butan-1,2-diol seria {\displaystyle {\ce {C4H10O2}}}.
Els símbols dels elements s'escriuen citant primer l'element menys electronegatiu, per la qual cosa s'empra una taula d'ordre d'electronegativitats on, per convenció, com més tard apareix un element quan es recorre la taula seguint les fletxes, més electropositiu és l'element.
En alguns casos, la fórmula molecular pot coincidir amb l'empírica, en aquest cas l'única diferència possible entre les dues fórmules és l'ordre dels símbols atòmics. Exemples: SF6 (molecular) i F6S (empírica).

### Càrrega elèctrica
La càrrega elèctrica als ions s'indica mitjançant un índex superior a la dreta en nombre de càrregues elementals amb el signe positiu (+) o negatiu (−), com en Cu2+ o PO43–. Si la fórmula es troba dins de marques d’enclòs, l’índex superior a la dreta es col·loca fora de les marques d’enclòs, per exemple [Fe(CN)6]4–. Per als ions polimèrics, la càrrega d’una sola unitat repetitiva s'ha de col·locar dins dels parèntesis que comprenen l’estructura polimèrica, o bé la càrrega total de l’espècie polimèrica s'ha de situar fora dels parèntesis del polímer, com en aquest exemple: ([CuCl3]–)n o ([CuCl3])nn–.

### Composts d'addició
En les fórmules dels composts d’addició i dels composts que formalment es poden considerar com a tals, incloent-hi clatrats i sals múltiples, s'utilitza un format especial. Les proporcions dels constituents s'indiquen mitjançant nombres àrabs que precedeixen les fórmules dels constituents, i aquestes es separen amb un punt elevat al mig (·). Per exemple: CuSO4·5H2O i BMe3·NH3.

### Nombres d'oxidació

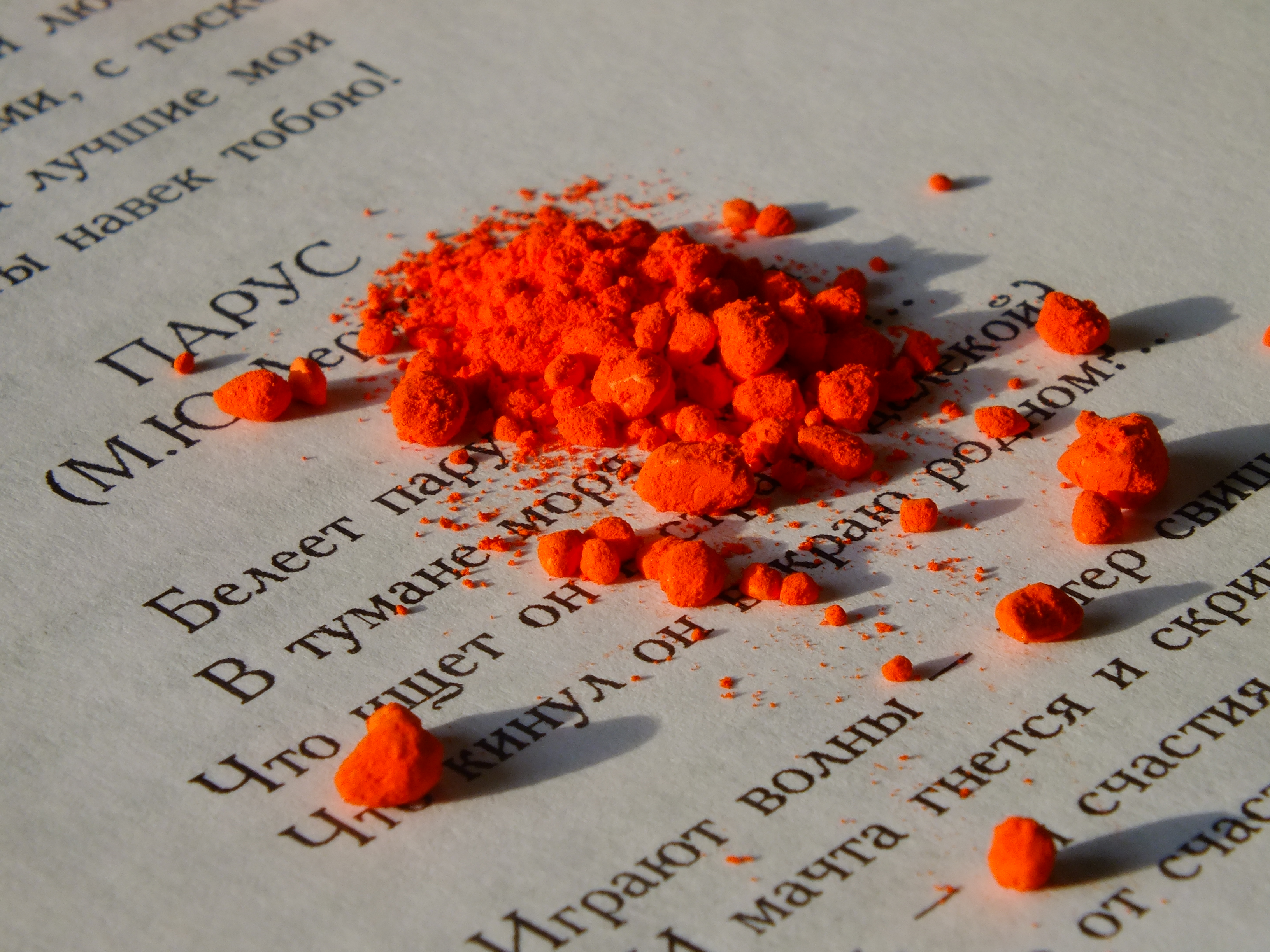
El tetraòxid de triplom es pot formular com Pb_{3}O_{4} o, si es volen especificar els nombres d'oxidació del plom, com Pb^{II}_{2}Pb^{IV}O_{4}^{.}

L'estat d'oxidació d'un element en una fórmula es pot indicar amb un número d'oxidació escrit com a superíndex a la dreta en números romans. L'estat d'oxidació zero es pot representar amb el número 0, però generalment no es mostra. Si un element apareix amb més d'un estat d'oxidació en la mateixa fórmula, el símbol de l'element es repeteix, assignant a cada símbol un número, i els símbols se citen en l'ordre d'aquests números. Exemples: PbII2PbIVO4, [Os0(CO)5] i [Mn–I(CO)5]–.

### Radicals
Un radical és un àtom o una molècula amb un o més electrons desaparellats. Pot tenir càrrega positiva, negativa o zero. Un electró desaparellat pot ser indicat en una fórmula mitjançant un punt gruixut (●) com a superíndex. El punt es col·loca com a índex superior dret al símbol químic, de manera que no interfereixi amb les indicacions de nombre màssic, nombre atòmic o composició. Exemples: HO● i NO2●.
En el cas de diradicals, etc., el punt com a superíndex és precedit pel multiplicador adequat, com ara O22●. El punt radical amb el seu multiplicador, si n'hi ha, precedeix qualsevol càrrega, com a BH3●+. Per evitar confusions, el multiplicador i el punt radical poden ser col·locats dins de parèntesis. Exemples: NO(2●)– i N2(2●)2–.
Els metalls i els seus ions o complexos sovint posseeixen electrons desaparellats, però, per convenció, no es consideren radicals, i els punts radicals no s'utilitzen en les seves fórmules. No obstant això, poden haver-hi ocasions en què un lligand radical estigui unit a un metall o ió metàl·lic en què sigui desitjable utilitzar un punt radical.

### Composts òpticament actius
El signe de la rotació òptica (+ o –) es col·loca entre parèntesis, i la longitud d'ona (en nm) s'indica com un subíndex a la dreta del parèntesi que tanca. Tot el símbol es col·loca abans de la fórmula i es refereix a la línia D del sodi, llevat que s'indiqui el contrari, separat per un guió. Exemple: (+)589-[Co(en)3]Cl3.

### Estats excitats
Els estats electrònics excitats es poden indicar amb un asterisc (*) com a superíndex a la dreta. Aquesta pràctica no diferencia entre diferents estats excitats. Exemples són: He* i NO*.

### Descriptors estructurals
Els descriptors estructurals com cis, trans, etc., s'utilitzen com a prefixes en cursiva i es connecten a la fórmula per un guionet, com a cis-[PtCl2(NH3)2].

### Compostos substituïts isotòpicament
Un compost substituït isotòpicament té una composició tal que totes les molècules del compost tenen només el(s) nuclis(s) indicat(s) a cada posició designada. Els nuclis substituïts s'indiquen amb la inserció dels nombres màssics com a superíndex a l'esquerra precedint els símbols atòmics corresponents en la fórmula normal. Exemples: H3HO, 235UF6 i K[32PF6].
Un compost etiquetat selectivament es pot considerar com una mescla de composts etiquetats específicament. S'indica prefixant la fórmula amb el(s) símbol(s) de nucli precedit(s) per qualsevol locant necessari (però sense subíndexs multiplicadors) tancat entre claudàtors. Exemples: [36Cl]SOCl2 i [2H]PH3.

### Signes d'enclòs
A les fórmules químiques s'utilitza tres tipus de signes d'enclòs, concretament: claus {}, claudàtors [ ] i parèntesis ( ). Aquests signes d'enclòs s'empren seguint l'ordre d'anidament següent: [ ], [( )], [{( )}], [({( )})], [{({( )})}], etc. Els claudàtors s'utilitzen habitualment només per incloure fórmules completes; els parèntesis i les claus es fan servir aleshores de manera alternada.
Els parèntesis s'usen en les fórmules de les maneres següents:  
1. Per incloure fórmules de grups d'àtoms (ions, grups substituents, lligands o molècules), per evitar ambigüitat o quan el grup es multiplica. En aquest darrer cas, un subíndex numèric multiplicatiu segueix el parèntesi de tancament, per exemple Ca3(PO4)2. En el cas d’ions comuns com el nitrat i el sulfat, l'ús de parèntesis és recomanable però no obligatori. Per exemple (SO4)2– o SO42–.
2. Per incloure l’abreviatura del nom d’un lligand en les fórmules.
3. Per incloure el punt de radical en superíndex i el seu multiplicador en el cas de poliradicals, per evitar ambigüitats relacionades amb la multiplicació del símbol de càrrega.[9]

Els claudàtors s'usen en les fórmules químiques de les maneres següents:
1. Per incloure tota l’entitat de coordinació d’un compost de coordinació neutre (formal). No s'ha d'afegir cap subíndex numèric després del claudàtor utilitzat en aquest context. Per exemple, quan la fórmula molecular és el doble de la fórmula empírica, això s'ha d'indicar dins del claudàtor. [PH(O)(OH)2].
2. Per incloure una entitat de coordinació carregada (formal). En aquest cas, el superíndex que indica la càrrega apareix fora del claudàtor, igual que qualsevol subíndex que indiqui el nombre d’ions en la sal. Exemples són [BH4]–, [S2O5]2–, etc.
3. En una sal que comprèn tant entitats de coordinació catiòniques com aniòniques, cada ió s'inclou per separat dins de claudàtors. El catió es col·loca abans de l’anió i no es mostren càrregues individuals. Qualsevol subíndex que indiqui el nombre d’ions complexos a la sal es col·loca fora dels claudàtors. Per exemple: [Co(NH3)6][Cr(CN)6] que conté els ions [Co(NH3)6]3+ i [Cr(CN)6]3–.
4. Per agrupar una fórmula estructural. [Mo(η7-C7H7)(CO)3]+.
5. En química de l'estat sòlid, per indicar un àtom o un grup d'àtoms en un lloc octaèdric, com ara (Mg)[Cr2]O4.
6. En compostos específicament etiquetats. [18O,32P]H3PO4.
7. Per indicar unitats repetitives en compostos de cadena. SiH3[SiH2]8SiH3.[9]

### Composts de coordinació
En la fórmula d'una entitat de coordinació, el símbol del(s) àtom(s) central(s) es col·loca en primer lloc, seguit dels símbols o fórmules dels lligands, llevat que es pugui presentar informació estructural addicional canviant l'ordre. L'ordre de citació dels àtoms centrals es basa en l'electronegativitat tal com s'ha descrit. Els lligands se citen alfabèticament segons el primer símbol de la fórmula del lligand o l'abreviatura del lligand tal com està escrit. Sempre que sigui possible, la fórmula del lligand s'hauria d'escriure de manera que el símbol de l'àtom donador sigui el més proper al símbol de l'àtom central al qual està unit. Els claudàtors poden utilitzar-se per tancar tota l'entitat de coordinació, estigui carregada o no. La pràctica establerta és sempre utilitzar claudàtors per a entitats de coordinació amb un metall de transició com a àtom central. Exemples: SbCl2F o [SbCl2F], [BH4]–, [PtCl2(NH3)(py)] i [Co(NH3)5(N3)]2–.

Fórmula estructural del butan-1,2-diol.

## Fórmula estructural
Una fórmula estructural proporciona informació parcial o completa sobre la manera en què els àtoms d'una molècula estan connectats i disposats en l'espai. En casos simples, una fórmula lineal que és només una seqüència de símbols atòmics proporciona informació estructural sempre que el lector sàpiga que la fórmula representa l'ordre dels àtoms en l'estructura lineal, com ara {\displaystyle {\ce {HOCN}}}, {\displaystyle {\ce {HNCO}}} i {\displaystyle {\ce {HOOH}}}.

Fórmula estructural de l'amoníac.

Les fórmules desenvolupades precisen la topologia molecular i distingeixen entre els isòmers funcionals o posicionals, però no entre els geomètrics o òptics.
Pot ser només estereoquímica (indicant les orientacions relatives, suficients per a distingir entre estereoisòmers), o pot precisar també la conformació, si la molècula té geometria fixa. Les fórmules estructurals representen simbòlicament en un pla, mitjançant artificis gràfics, els models tridimensionals. Un artifici corrent és simular la perspectiva traçant els enllaços amb ratlles primes, gruixudes o discontínues, segons que se suposin situats en el pla del paper, al damunt o al dessota, respectivament.

## Diagrames
En un diagrama 2D, s'aprecia l'orientació dels enllaços usant símbols especials. Una línia contínua representa un enllaç en el pla; si l'enllaç està per darrere, es representa mitjançant una línia de punts; si l'enllaç està per davant, s'indica amb un símbol en forma de falca triangular. De vegades es fan servir un altre tipus de convenis o projeccions per a grups de compostos específics (projecció de Newman, Reactiu de Tollens, etc.).

## Fórmula general
La fórmula general d'un grup de compostos pot representar-se de diferents maneres:

### Expressant el nombre d'àtoms de cada classe per exemple
En química inorgànica, una família de compostos es pot representar per una fórmula general els subíndexs (nombre d'àtoms de cada classe) són variables (x, y, z). Per exemple, els silicats es poden representar per la fórmula general [SiO(4-2x)−
4−x]
n, on 0 ≤ x < 2.

### Incloent expressions matemàtiques en els subíndexs
En química orgànica, és freqüent que els subíndexs siguin expressions matemàtiques que inclouen la variable n (nombre d'àtoms de carboni). Es diu sèrie homòloga al conjunt de compostos que comparteixen la mateixa fórmula general. Per exemple, la fórmula general dels alcohols és: {\displaystyle {\ce {C_{n}H_{(2n + 1)}OH}}} (on n ≥ 1)
| Sèrie homòloga         | Fórmula general | Exemples               |
| Alcans                 | CnH2n+2         | CH₄, C₂H₆, C₃H₈, C₄H10 |
| Alquens monoinsaturats | CnH2n           | C₂H₄, C₃H₆, C₄H₈       |
| Alquins monoinsaturats | CnH2n-2         | C₂H₂, C₃H₄, C₄H₆       |
| Cicloalcans            | CnH2n           | C₄H₈, C₆H₁₂            |
| Alcohols               | CnH(2n + 1)OH   | CH₃OH, C₂H₅OH          |
| ---------------------- | --------------- | ---------------------- |

### Incloent radicals i grup funcional
En l'expressió de la fórmula general, en química orgànica, sol aparèixer l'estructura dels compostos d'una sèrie homòloga, incloent-hi la part de substituent (que es representa per R, R ', etc) i el grup funcional. Exemple: La fórmula general dels alcohols primaris és {\displaystyle {\ce {R-OH}}}.
| Sèrie homòloga    | Fórmula general | Exemples             |
| Alcohols          | R-OH            | CH₃OH, C₂H₅OH        |
| Èters             | R-O-R           | CH₃-O-CH₃            |
| Aldehids          | R-CHO           | CH₃-CHO, CH₃-CH₂-CHO |
| Cetones           | R-CO-R          | CH₃-CO-CH₃           |
| Àcids carboxílics | R-COO-H         | CH₃-COOH             |
| Èsters            | R-COO-R         | CH₃-CH₂-COO-CH₃      |
| Amines            | R-NH₂           | CH₃-CH₂-NH₂          |
| Amides            | R-CONH₂         | CH₃-CH₂-CONH₂        |
| Nitrils           | R-CN            | CH₃-CH₂-CN           |
| ----------------- | --------------- | -------------------- |